# Joško Srzić
Joško Srzić (in serbo Јошко Срзић?; 16 ottobre 1982) è un ex cestista e allenatore di pallacanestro serbo, figlio dell'allenatore Dejan Srzić.